# مريت بتاح
مريت بتاح ("محبوبة بتاح") كانت تُعتبر رئيسة الأطباء في البلاط الملكي المصري خلال الأسرة الثانية، حوالي 2700 قبل الميلاد؛ ويُفترض أنها مذكورة بهذا الوصف في نقش على قبرها في سقارة من قِبل ابنها. هي أحد الأطباء الأوائل في العالم، وأقدم طبيبة في العالم.
ولكن في الآونة الأخيرة، تم الجدال بأن مريت بتاح لم تكن موجودة على الأرجح، وأنها كانت اختراعًا حديثًا في عام 1938 من قبل ناشطة نسوية كندية تُدعى كيت كامبل هيرد-ميد. وذكر المؤرخ جاكوب كويكينسكي من جامعة كولورادو في مصدر ثانوي نيوزويك أن القصة المختلقة لمريت تمثل مثالًا على كيفية تضليل المقالات التي تبدو موثوقة على ويكيبيديا، وحذر من الاعتماد الزائد على المصادر الثانوية.

## التاريخ
ظهرت مريت لأول مرة في الأدبيات في كتاب عام 1937 من تأليف كيت كامبل هيرد-ميد عن الطبيبات. عرضت هيرد-ميد طبيبتين مصريتين قديمتين، واحدة غير مسماة تعود إلى الأسرة الخامسة ومريت، التي تعود بوضوح إلى الدولة الحديثة حيث ذكرت أنها تظهر في وادي الملوك (مدفن ملوك مصر من حوالي 1500 ق.م إلى 1080 ق.م). الطبيبة غير المسماة من الدولة القديمة هي على الأرجح بسشيت المعروفة من قبر الفترة.
لم يلاحظ المؤلفون اللاحقون أن كيت كامبل هيرد-ميد قدمت طبيبتين وخلطوا بين بيانات المرأتين؛ لذا تمت إعادة تأريخ مريت إلى الدولة القديمة.
وصفت كيت كامبل هيرد-ميد في كتابها مقبرة في وادي الملوك حيث توجد "صورة لطبيبة تدعى مريت، والدة كاهن أكبر، تدعوها 'رئيسة الأطباء'."
لم يذكر أي مصدر مصري قديم طبيبة تدعى مريت، ولم ترد الإشارة إليها في أي نشرة بحثية. هناك امرأة بنفس الاسم ولكنهما غير مرتبطتان بالمرة، فقد كانت الأخيرة زوجة رعمسي، حاكم طيبة والوزير تحت حكم أخناتون، وهي مصورة مع زوجها في مقبرته رقم 55 في منطقة شيخ عبد القرنة.

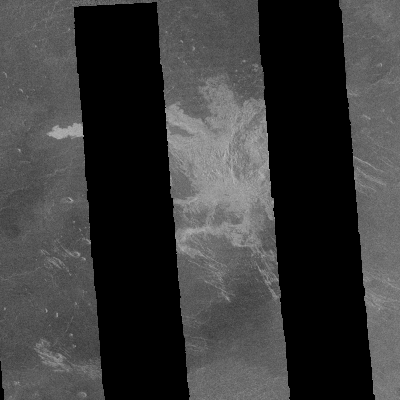
فوهة مريت على كوكب الزهرة

أطلقت الاتحاد الفلكي الدولي اسم فوهة مريت على فوهة على كوكب الزهرة تكريمًا لها.

## قراءة إضافية
- الطب في مصر القديمة
- قائمة أوائل الطبيبات حسب البلد
- إمحتب
- زوسر
- حسي رع
- بنتو
- بسشيت
- هرم سقارة
- أسرة مصرية ثالثة

- Kampp, Friederike (1996). Die thebanische Nekropole: zum Wandel des Grabgedankens von der XVIII. bis zur XX. Dynastie (بالألمانية). Mainz am Rhein: Philipp von Zabern. p. 262, Vol. I. ISBN:9783805315067. Retrieved 2024-02-16.